# The Immoral Mr. Teas
The Immoral Mr. Teas és la primera pel·lícula d'èxit comercial del director Russ Meyer del 1959. La pel·lícula va ser descrita com una comèdia nudista, i es va destacar per exhibir una extensa nuesa femenina. La producció de la pel·lícula va costar 24.000 dòlars i, finalment, va recaptar més d'1,5 milions de dòlars al circuit independent/explotació.

## Història
L'únic so de la pel·lícula és la veu d'un narrador i un tema musical molt monòton.
Mr. Teas (Bill Teas) és un venedor porta a porta d'aparells de dentista que fa lliuraments amb la seva bicicleta. Teas és un home maldestre i tímid, a qui li agrada mirar parelles feliços i que somia despert mirant els escots de les dones que coneix. L'única manera que pot tenir sexe és amb una prostituta. Després de sotmetre's a una cirurgia al dentista, Teas s'adona que l'anestèsic ha superat les seves inhibicions i li ha donat visió de raigs X, la qual cosa li permet veure totes les dones sense roba. Al principi està content, però a poc a poc comença a sentir-se avergonyit. Per exemple, va al riu, i veu tres dones nedant, i les veu nues. Les tres dones són les que veu diàriament: la infermera dental, una secretària i una cambrera al bar. Teas decideix anar a una psicoanalista, i també la veu nua. La veu en off diu: "En canvi, alguns homes estan contents d'estar malalts".

## Repartiment
- Bill Teas com el Sr. Teas

## Rerafons
Abans de l'estrena d'aquesta pel·lícula, les úniques pel·lícules que mostraven una nuesa extensa eren pel·lícules pornogràfiques clandestines (produïdes i distribuïdes clandestinament), normalment distribuïdes "sota el taulell" en pel·lícules en blanc i negre de 16 mm, o bé imatges naturistes, exposades obertament a les sales de cinema especialitzades, generalment sota la coberta d'exhibir la diversió i la llibertat del nudisme a les reserves naturistes.
Russ Meyer va ser abordat per fer una pel·lícula "nudisme" per l'empresari burlesque Pete De Cenzie, que estava interessat a fer una versió americana de les pel·lícules de campaments nudistes que llavors venien d'Europa. Meyer va acceptar sempre que pogués fer alguna cosa amb un guió i que pogués utilitzar "noies ben constituïdes en lloc dels tipus habituals poc atractives que poblaven les pel·lícules nudistes."
Va contractar el seu amic Bill Teas. "No tenia ni idea de quan vam començar", va dir. "Tot el que vaig tenir eren Teas, tres noies i el meu dentista i el meu advocat assistent."
Meyer diu que el seu dentista va acceptar que s'utilitzés el seu despatx el cap de setmana per filmar. El guió es va fer a mesura que avançaven i la narració de veu en off es va afegir més tard.
Meyer va dir que va rodar la pel·lícula en quatre dies "Sabia exactament com anava a començar, sabia com seria al mig, sabia com seria al final. La vaig basar en les meves experiències fent fotografies per" 'Playboy. Hi ha moltes coses sobre la noia de la porta del costat, l'home comú, el voyeur: petits assaigs fotogràfics nus."

## Nuesa
The Immoral Mr. Teas va ser la primera pel·lícula americana "a dalt del sòl" des del pre-codi, primera era del so per mostrar la nuesa femenina sense el pretext de naturisme. Es considera que va ser la primera pel·lícula "skin flick" nord-americana comercialment viable i va popularitzar el gènere "nudie cutie".
En un cas judicial de Filadèlfia de 1960, es va considerar que la pel·lícula no era obscena, tot i que el jutge va descriure la pel·lícula com "vulgar, inútil i de mal gust".
La pel·lícula consta d'una sèrie d'escenes curtes. En cert sentit, ningú està realment nu; l'única nuesa que es veu és a través del mirador i la viva imaginació de Mr. Teas. Les construccions mentals del Sr. Teas s'estenen més enllà de la nuesa (sempre exclusivament de personatges femenins) hi ha un surrealisme subjacent a la imaginació del Sr. Teas, que dona lloc a una sèrie de situacions genuïnament estranyes.

## Una escena típica
El Sr. Teas acudeix a una cita amb el seu dentista, que ha de fer una extracció d'un molar. El dentista té una ajudant (Marilyn Wesley), que és increïblement bella, i no està vestida de manera tan modesta. L'aplicació d'analgèsicss allibera la fèrtil imaginació del Sr. Teas, i l'escena es mostra des d'aquest punt de vista. En lloc del típic despatx dental ple d'equips, només hi ha un dentista, una cadira dental, el Sr. Teas i l'assistent en un rerefons senzill i cru. Ara, l'assistent està completament nua. A mesura que s'ha completat el procediment, el dentista elimina el molar de la boca del Sr. Teas, però en lloc d'un petit objecte a les alicates d'extracció, el molar té l'aspecte d'una sola gran banya de cérvol amb una sèrie de punts. El cos del "molar" és blanc, i cada punta (que representa les arrels del molar) és de color vermell sagnant. El senyor Teas ha pagat un preu per la seva imaginació luxuriosa.

## Recepció
La pel·lícula va ser un gran èxit de taquilla.
Segons Roger Ebert, "Tal com van les trames, Teas no va ser terriblement subtil. Es tracta essencialment d'una comèdia silenciosa amb una narració en contrapunt. Però l'alegre ironia de la pel·lícula va superar qualsevol sentiment de vergonya o consciència d'un mateix en el part del públic que, en la seva majoria, veia una dona nua a la pantalla per primera vegada."
Meyer va qualificar l'èxit de la pel·lícula de "una casualitat, una casualitat absoluta."
Segons The Wall Street Journal, la pel·lícula va provocar més d'un centenar d'imitacions en els propers 12 mesos.